# Le Proprio
Pour plus de détails, voir Fiche technique et Distribution.
Le Proprio est une comédie américano-japonaise réalisée par Rod Daniel et sortie en 1991.

## Fiche technique
- Titre : Le Proprio
- Titre original : The Super
- Réalisateur : Rod Daniel
- Scénariste : Sam Simon
- Directeur de la photographie : Bruce Surtees
- Monteur : Jack Hofstra (de)
- Musique : Miles Goodman
- Costumes : Aude Bronson-Howard
- Décors : Leslie A. Pope
- Producteur : Charles Gordon (en)
  - Producteur délégué : Ronald E. Frazier
  - Producteur associé : Steven Felder
- Société de production : 20th Century Fox, JVC Entertainment et Largo Entertainment
- Distributeur : 20th Century Fox
- Pays d'origine :  États-Unis et  Japon
- Langue : anglais
- Genre : Comédie
- Durée : 95 minutes
- Date de sortie :
  - États-Unis : 4 octobre 1991
  - Japon : 11 avril 1992

## Distribution
- Joe Pesci : Louie Kritski
- Vincent Gardenia : Big Lou Kritski
- Madolyn Smith : Naomi Bensinger
- Rubén Blades : Marlon
- Stacey Travis : Heather
- Carole Shelley : Irene Kritski
- Paul Benjamin : Gilliam
- Beatrice Winde : Leotha
- Anthony Heald : Ron Nessim
- Kenny Blank : Tito
- Latanya Richardson : Juge Smith
- Steven Rodriguez : Pedro
- Eileen Galindo : Linda Diaz